# Danh sách tiểu hành tinh: 20601–20700
| Tên                  | Tên đầu tiên | Ngày phát hiện       | Nơi phát hiện                      | Người phát hiện      |
| -------------------- | ------------ | -------------------- | ---------------------------------- | -------------------- |
| 20601 -              | 1999 RD197   | 8 tháng 9 năm 1999   | Socorro                            | LINEAR               |
| 20602 -              | 1999 RC198   | 8 tháng 9 năm 1999   | Socorro                            | LINEAR               |
| 20603 -              | 1999 RT199   | 8 tháng 9 năm 1999   | Socorro                            | LINEAR               |
| 20604 Vrishikpatil   | 1999 RW205   | 8 tháng 9 năm 1999   | Socorro                            | LINEAR               |
| 20605 -              | 1999 RX209   | 8 tháng 9 năm 1999   | Socorro                            | LINEAR               |
| 20606 Widemann       | 1999 RM214   | 5 tháng 9 năm 1999   | Anderson Mesa                      | LONEOS               |
| 20607 Vernazza       | 1999 RR219   | 4 tháng 9 năm 1999   | Anderson Mesa                      | LONEOS               |
| 20608 Fredmerlin     | 1999 RH224   | 7 tháng 9 năm 1999   | Anderson Mesa                      | LONEOS               |
| 20609 -              | 1999 RO225   | 3 tháng 9 năm 1999   | Kitt Peak                          | Spacewatch           |
| 20610 -              | 1999 RK235   | 8 tháng 9 năm 1999   | Catalina                           | CSS                  |
| 20611 -              | 1999 RL235   | 8 tháng 9 năm 1999   | Catalina                           | CSS                  |
| 20612 -              | 1999 RT237   | 8 tháng 9 năm 1999   | Catalina                           | CSS                  |
| 20613 -              | 1999 RE240   | 11 tháng 9 năm 1999  | Anderson Mesa                      | LONEOS               |
| 20614 -              | 1999 SN3     | 24 tháng 9 năm 1999  | Socorro                            | LINEAR               |
| 20615 -              | 1999 SZ3     | 29 tháng 9 năm 1999  | Đài thiên văn Zvjezdarnica Višnjan | K. Korlević          |
| 20616 Zeeshansayed   | 1999 SH6     | 30 tháng 9 năm 1999  | Socorro                            | LINEAR               |
| 20617 -              | 1999 SA7     | 29 tháng 9 năm 1999  | Socorro                            | LINEAR               |
| 20618 Daniebutler    | 1999 SG7     | 29 tháng 9 năm 1999  | Socorro                            | LINEAR               |
| 20619 -              | 1999 SB10    | 30 tháng 9 năm 1999  | Woomera                            | F. B. Zoltowski      |
| 20620 -              | 1999 SW10    | 30 tháng 9 năm 1999  | Catalina                           | CSS                  |
| 20621 -              | 1999 TK11    | 9 tháng 10 năm 1999  | Ametlla de Mar                     | J. Nomen             |
| 20622 -              | 1999 TQ11    | 8 tháng 10 năm 1999  | Kleť                               | Kleť                 |
| 20623 Davidyoung     | 1999 TS11    | 10 tháng 10 năm 1999 | EverStaR                           | M. Abraham, G. Fedon |
| 20624 Dariozanetti   | 1999 TB12    | 9 tháng 10 năm 1999  | Gnosca                             | S. Sposetti          |
| 20625 Noto           | 1999 TG20    | 9 tháng 10 năm 1999  | Yanagida                           | A. Tsuchikawa        |
| 20626 -              | 1999 TH21    | 4 tháng 10 năm 1999  | Socorro                            | LINEAR               |
| 20627 -              | 1999 TF38    | 1 tháng 10 năm 1999  | Catalina                           | CSS                  |
| 20628 -              | 1999 TS40    | 5 tháng 10 năm 1999  | Catalina                           | CSS                  |
| 20629 -              | 1999 TB90    | 2 tháng 10 năm 1999  | Socorro                            | LINEAR               |
| 20630 -              | 1999 TJ90    | 2 tháng 10 năm 1999  | Socorro                            | LINEAR               |
| 20631 Stefuller      | 1999 TW91    | 2 tháng 10 năm 1999  | Socorro                            | LINEAR               |
| 20632 Carlyrosser    | 1999 TC92    | 2 tháng 10 năm 1999  | Socorro                            | LINEAR               |
| 20633 -              | 1999 TU93    | 2 tháng 10 năm 1999  | Socorro                            | LINEAR               |
| 20634 Marichardson   | 1999 TP94    | 2 tháng 10 năm 1999  | Socorro                            | LINEAR               |
| 20635 -              | 1999 TV96    | 2 tháng 10 năm 1999  | Socorro                            | LINEAR               |
| 20636 -              | 1999 TC97    | 2 tháng 10 năm 1999  | Socorro                            | LINEAR               |
| 20637 -              | 1999 TX103   | 3 tháng 10 năm 1999  | Socorro                            | LINEAR               |
| 20638 Lingchen       | 1999 TV108   | 4 tháng 10 năm 1999  | Socorro                            | LINEAR               |
| 20639 Michellouie    | 1999 TD109   | 4 tháng 10 năm 1999  | Socorro                            | LINEAR               |
| 20640 -              | 1999 TF118   | 4 tháng 10 năm 1999  | Socorro                            | LINEAR               |
| 20641 Yenuanchen     | 1999 TF121   | 4 tháng 10 năm 1999  | Socorro                            | LINEAR               |
| 20642 Laurajohnson   | 1999 TC124   | 4 tháng 10 năm 1999  | Socorro                            | LINEAR               |
| 20643 Angelicaliu    | 1999 TK142   | 7 tháng 10 năm 1999  | Socorro                            | LINEAR               |
| 20644 Amritdas       | 1999 TN144   | 7 tháng 10 năm 1999  | Socorro                            | LINEAR               |
| 20645 -              | 1999 TH149   | 7 tháng 10 năm 1999  | Socorro                            | LINEAR               |
| 20646 Nikhilgupta    | 1999 TM150   | 7 tháng 10 năm 1999  | Socorro                            | LINEAR               |
| 20647 -              | 1999 TQ155   | 7 tháng 10 năm 1999  | Socorro                            | LINEAR               |
| 20648 -              | 1999 TF166   | 10 tháng 10 năm 1999 | Socorro                            | LINEAR               |
| 20649 Miklenov       | 1999 TP170   | 10 tháng 10 năm 1999 | Socorro                            | LINEAR               |
| 20650 -              | 1999 TG173   | 10 tháng 10 năm 1999 | Socorro                            | LINEAR               |
| 20651 -              | 1999 TE219   | 1 tháng 10 năm 1999  | Catalina                           | CSS                  |
| 20652 -              | 1999 TY229   | 2 tháng 10 năm 1999  | Catalina                           | CSS                  |
| 20653 -              | 1999 TN245   | 7 tháng 10 năm 1999  | Catalina                           | CSS                  |
| 20654 -              | 1999 TO247   | 8 tháng 10 năm 1999  | Catalina                           | CSS                  |
| 20655 -              | 1999 TT248   | 8 tháng 10 năm 1999  | Catalina                           | CSS                  |
| 20656 -              | 1999 TX258   | 9 tháng 10 năm 1999  | Socorro                            | LINEAR               |
| 20657 Alvarez-Candal | 1999 TL261   | 14 tháng 10 năm 1999 | Anderson Mesa                      | LONEOS               |
| 20658 Bushmarinov    | 1999 TY270   | 3 tháng 10 năm 1999  | Socorro                            | LINEAR               |
| 20659 -              | 1999 UE      | 16 tháng 10 năm 1999 | Đài thiên văn Zvjezdarnica Višnjan | K. Korlević          |
| 20660 -              | 1999 UF      | 16 tháng 10 năm 1999 | Višnjan Observatory                | K. Korlević          |
| 20661 -              | 1999 UZ      | 16 tháng 10 năm 1999 | Višnjan Observatory                | K. Korlević          |
| 20662 -              | 1999 UC1     | 16 tháng 10 năm 1999 | Višnjan Observatory                | K. Korlević          |
| 20663 -              | 1999 UU2     | 19 tháng 10 năm 1999 | Fountain Hills                     | C. W. Juels          |
| 20664 -              | 1999 UV4     | 31 tháng 10 năm 1999 | Modra                              | A. Galád, J. Tóth    |
| 20665 -              | 1999 UQ8     | 29 tháng 10 năm 1999 | Catalina                           | CSS                  |
| 20666 -              | 1999 UX8     | 29 tháng 10 năm 1999 | Catalina                           | CSS                  |
| 20667 -              | 1999 UM11    | 27 tháng 10 năm 1999 | Đài thiên văn Zvjezdarnica Višnjan | K. Korlević          |
| 20668 -              | 1999 UN11    | 27 tháng 10 năm 1999 | Višnjan Observatory                | K. Korlević          |
| 20669 -              | 1999 UO13    | 29 tháng 10 năm 1999 | Catalina                           | CSS                  |
| 20670 -              | 1999 UA46    | 31 tháng 10 năm 1999 | Catalina                           | CSS                  |
| 20671 -              | 1999 UX48    | 31 tháng 10 năm 1999 | Catalina                           | CSS                  |
| 20672 -              | 1999 UU50    | 30 tháng 10 năm 1999 | Catalina                           | CSS                  |
| 20673 Janelle        | 1999 VW      | 3 tháng 11 năm 1999  | Farpoint                           | G. Bell              |
| 20674 -              | 1999 VT1     | 4 tháng 11 năm 1999  | Oohira                             | T. Urata             |
| 20675 -              | 1999 VK6     | 5 tháng 11 năm 1999  | Oizumi                             | T. Kobayashi         |
| 20676 -              | 1999 VA7     | 8 tháng 11 năm 1999  | Fountain Hills                     | C. W. Juels          |
| 20677 -              | 1999 VT7     | 7 tháng 11 năm 1999  | Đài thiên văn Zvjezdarnica Višnjan | K. Korlević          |
| 20678 -              | 1999 VE9     | 8 tháng 11 năm 1999  | Višnjan Observatory                | K. Korlević          |
| 20679 -              | 1999 VU9     | 9 tháng 11 năm 1999  | Fountain Hills                     | C. W. Juels          |
| 20680 -              | 1999 VX9     | 9 tháng 11 năm 1999  | Fountain Hills                     | C. W. Juels          |
| 20681 -              | 1999 VH10    | 9 tháng 11 năm 1999  | Oizumi                             | T. Kobayashi         |
| 20682 -              | 1999 VP23    | 14 tháng 11 năm 1999 | Fountain Hills                     | C. W. Juels          |
| 20683 -              | 1999 VT44    | 4 tháng 11 năm 1999  | Catalina                           | CSS                  |
| 20684 -              | 1999 VW44    | 4 tháng 11 năm 1999  | Catalina                           | CSS                  |
| 20685 -              | 1999 VX48    | 3 tháng 11 năm 1999  | Socorro                            | LINEAR               |
| 20686 Thottumkara    | 1999 VX54    | 4 tháng 11 năm 1999  | Socorro                            | LINEAR               |
| 20687 Saletore       | 1999 VQ60    | 4 tháng 11 năm 1999  | Socorro                            | LINEAR               |
| 20688 -              | 1999 VR62    | 4 tháng 11 năm 1999  | Socorro                            | LINEAR               |
| 20689 Zhuyuanchen    | 1999 VF63    | 4 tháng 11 năm 1999  | Socorro                            | LINEAR               |
| 20690 Crivello       | 1999 VY66    | 4 tháng 11 năm 1999  | Socorro                            | LINEAR               |
| 20691                | 1999 VY72    | 11 tháng 11 năm 1999 | Siding Spring                      | R. H. McNaught       |
| 20692 -              | 1999 VX73    | 1 tháng 11 năm 1999  | Kitt Peak                          | Spacewatch           |
| 20693 Ramondiaz      | 1999 VV81    | 5 tháng 11 năm 1999  | Socorro                            | LINEAR               |
| 20694 -              | 1999 VT82    | 1 tháng 11 năm 1999  | Kitt Peak                          | Spacewatch           |
| 20695 -              | 1999 VM92    | 9 tháng 11 năm 1999  | Socorro                            | LINEAR               |
| 20696 Torresduarte   | 1999 VJ95    | 9 tháng 11 năm 1999  | Socorro                            | LINEAR               |
| 20697 -              | 1999 VK115   | 9 tháng 11 năm 1999  | Catalina                           | CSS                  |
| 20698 -              | 1999 VE127   | 9 tháng 11 năm 1999  | Kitt Peak                          | Spacewatch           |
| 20699 -              | 1999 VJ144   | 11 tháng 11 năm 1999 | Catalina                           | CSS                  |
| 20700 -              | 1999 VG145   | 8 tháng 11 năm 1999  | Socorro                            | LINEAR               |